# Nội dung tải thêm
Nội dung tải thêm (tiếng Anh: Downloadable content, viết tắt DLC) là những nội dung bổ sung được tạo ra dành cho các trò chơi điện tử đã phát hành và được nhà phát hành của trò chơi đó phân phối qua Internet. Người chơi có thể tải về các nội dung như thể một cách miễn phí hoặc phải trả tiền, cho phép nhà phát hành tiếp tục thu lợi nhuận từ một trò chơi sau khi khách hàng đã mua nó. DLC có thể chỉ mang tính thẩm mỹ, chẳng hạn như các skin, hoặc bổ sung các nội dung vào lối chơi như nhân vật, cấp độ hay chế độ chơi mới, và thậm chí là các bản mở rộng lớn. Trong một số trò chơi, nhiều DLC khác nhau (bao gồm cả những DLC chưa phát hành), được gộp chung lại thành một "season pass"—thường có giá rẻ hơn so với việc mua từng DLC.
Dreamcast là máy chơi game đầu tiên hỗ trợ DLC, nhưng Xbox của Microsoft và nền tảng Xbox Live đã khiến DLC trở nên thịnh hành. Kể từ thế hệ máy chơi game thứ 7, DLC đã trở thành một tính năng thông thường trên phần lớn các nền tảng trò chơi điện tử lớn có kết nối Internet. Sau khi microtransaction trở nên phổ biến trên các nền tảng phân phối trực tuyến như Steam, thuật ngữ "DLC" bắt đầu được dùng để chỉ bất kỳ loại nội dung trả phí nào dành cho các trò chơi điện tử, dù người chơi có cần tải nội dung đó về hay không. Điều này dẫn đến sự ra đời của khái niệm mâu thuẫn "DLC trên đĩa" dùng để chỉ những nội dung có sẵn trên các tệp tin gốc của trò chơi nhưng cần trả phí để mở khóa.

## Lịch sử

### Trên máy chơi game console
Dreamcast là máy chơi game đầu tiên có hỗ trợ trực tuyến; mặc dù kích thước DLC bị giới hạn do những hạn chế về kết nối băng thông và dung lượng thẻ nhớ, nhưng các tính năng trực tuyến này vẫn được xem là bước đột phá trong ngành trò chơi điện tử. Tuy nhiên, PlayStation 2 sản phẩm cạnh tranh với Dreamcast vẫn không được tích hợp kết nối internet. Khi Xbox ra đời, Microsoft trở thành công ty thứ hai ứng dụng nội dung tải thêm. Nhiều trò chơi trên Xbox Live như Splinter Cell, Halo 2 và Ninja Gaiden đã có những nội dung bổ sung có thể được tải về thông qua dịch vụ Xbox Live. Hầu hết những nội dung này, ngoại trừ nội dung dành cho các trò chơi do chính Microsoft phát hành, đều miễn phí.
Trên máy chơi game Xbox 360 ra mắt vào năm 2005, Microsoft tích hợp nội dung tải thêm một cách toàn diện hơn khi dành hẳn một phần giao diện người dùng của máy cho Xbox Live Marketplace. Khi đó Microsoft tin rằng các nhà phát hành trò chơi điện tử sẽ được lợi hơn khi cung cấp nhiều nội dung nhỏ lẻ giá rẻ (1-5 đô-la), thay vì các bản mở rộng (khoảng 20 đô-la), vì như thế người chơi có thể lựa chọn những nội dung mình muốn. Microsoft cũng bắt đầu sử dụng một đơn vị tiền tệ điện tử với tên gọi "Microsoft Points" để tiến hành các giao dịch. Chiến thuật này sau đó được Nintendo và Sony làm theo với Nintendo Points và PlayStation Network Card.
Một trong những ví dụ khét tiếng nhất về DLC trên máy chơi game console là gói DLC áo giáp cho ngựa được phát hành trên Xbox Live Marketplace vào năm 2006 cho trò chơi The Elder Scrolls IV: Oblivion của Bethesda Softworks mà các fan của trò chơi đã chỉ trích là vô ích và quá đắt. Tuy nhiên, tính đến năm 2009, DLC này vẫn nằm trong số 10 gói nội dung bán chạy nhất của Bethesda, chứng minh cho sự hiệu quả của mô hình DLC.
Các trò chơi điện tử âm nhạc chẳng hạn như Guitar Hero và Rock Band đã và đang hưởng lợi rất lớn từ nội dung tải thêm. Rock Band là trò chơi dành cho máy chơi game console có số nội dung tải thêm lớn nhất từ trước đến nay khi các bài hát mới được bổ sung hàng tuần từ năm 2007 đến năm 2013. Tính đến ngày 12 tháng 7 năm 2012, để có được toàn bộ nội dung tải thêm của Rock Band, người chơi sẽ phải trả 9.150 đô-la.

### Trên máy tính cá nhân
Khi internet ngày càng phổ biến và có tốc độ ngày càng cao, việc phân phối các phương tiện truyền thông qua internet cũng trở nên thịnh hành theo. Năm 1997, Cavedog đã ra mắt một đơn vị quân sự mới mỗi tháng để người chơi có thể tải về miễn phí cho trò chơi chiến lược thời gian thực Total Annihilation. Các nền tảng phân phối trò chơi điện tử cho PC sau này như Windows Marketplace và Steam cũng bắt đầu hỗ trợ DLC tương tự như các máy chơi game.